# Manuscrits de 1844

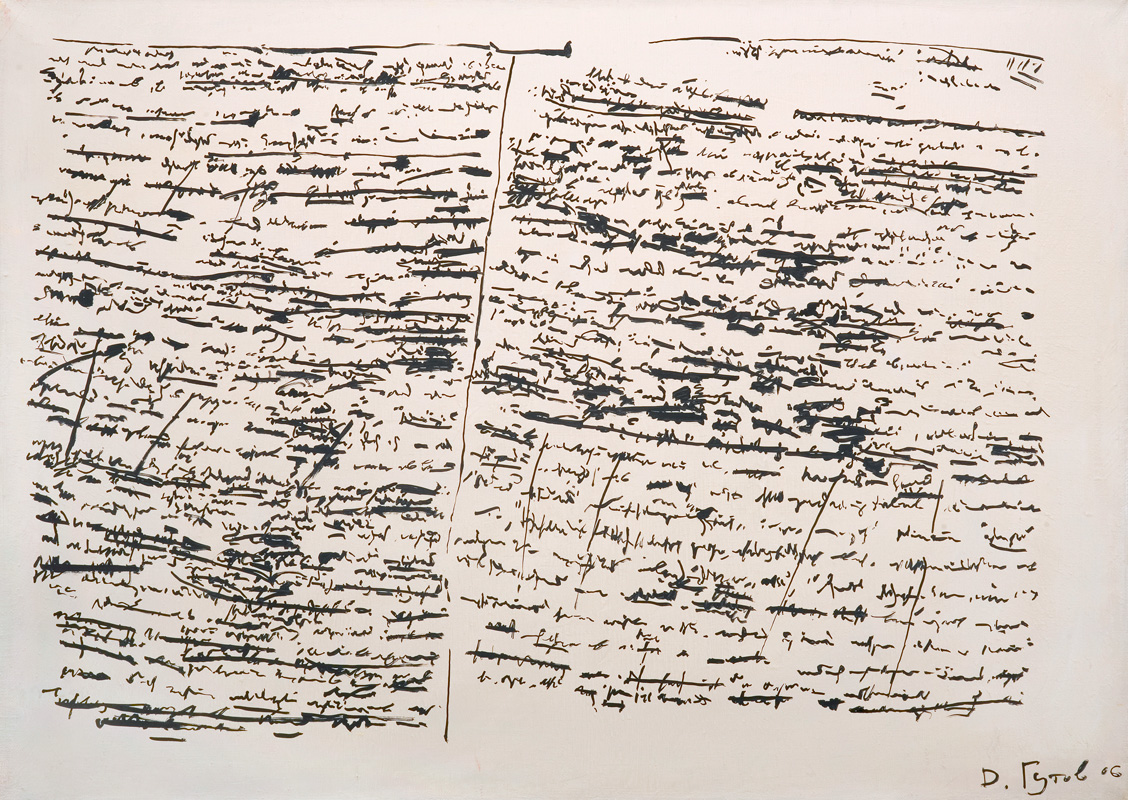
Numérisation d'une page des Manuscrits économico-philosophiques de 1844 de Karl Marx.

Les Manuscrits de 1844 (ou Manuscrits économico-philosophiques de 1844 ou encore Manuscrits de Paris) sont l'un des textes les plus célèbres de Karl Marx. Les Manuscrits sont écrits lors de son séjour parisien en 1844. Marx y aborde des thèmes depuis lors devenus des problèmes classiques de la philosophie, comme celui de l'aliénation. Marx pratique également la philosophie sous la nouvelle forme d'une critique de l'économie politique.

## Historique
Les Manuscrits ont été rédigés par Karl Marx lors de son séjour à Paris en 1844. Ils étaient destinés à son usage personnel comme mise au clair de sa pensée et non à la publication[réf. nécessaire]. Les manuscrits sont, à cet effet, un condensé de la pensée de Marx telle qu'elle était en 1844. Il y en a trois, qui ont été collectés à partir de supports séparés.
La postérité de ces manuscrits, grande, contribue à ancrer les questionnements liés à l'aliénation sociale par le travail dans le monde des idées occidentales.

## Thèmes

### Homme comme marchandise
Le capital est l’ouvrier vidé de sa substance humaine. La particularité de ce capital humain est qu'il est vivant : s'il ne travaille pas, il n'est plus utile dans le cadre de la production. Ainsi, « L’ouvrier produit le capital, le capital le produit ; il se produit donc lui-même [en tant qu’ouvrier et en tant que marchandise] ». Marx ajoute que « l'ouvrier a le malheur d'être un capital vivant, qui a donc des besoins, et qui, à chaque instant où il ne travaille pas, perd ses intérêts et de ce fait son existence ».
Le travail de l'homme est source de richesse, mais pas de la sienne. Le travail est secondaire dans la production en ce sens que ce qui importe c’est la somme des intérêts, le total des profits. L’ouvrier devient le mercenaire d’un maître d’industrie.
Le processus de production conduit à l'aliénation pour le travailleur. « Le travail lui-même, non seulement dans les conditions présentes, mais en général dans la mesure où son but est le simple accroissement de la richesse », est « nuisible et funeste ». Paradoxalement, plus l'ouvrier produit de richesses, plus il devient pauvre et se déprécie : en produisant, l'homme « produit l'ouvrier en tant que marchandise », ce qui conduit un assèchement de l'humain dans l'être. L'aliénation de l'homme qui produit est à la mesure de ce qu'il produit, qui appauvrit son être et sa relation avec les autres. Ce mouvement est similaire, selon Marx, au rapport à Dieu : « Plus l'homme met de choses en Dieu, moins il en garde en lui-même ».

### Capital
Le capital, en tant que travail accumulé, est « le pouvoir de gouverner le travail et ses produits ». Le capitaliste est celui qui possède le capital et le gouverne. Le fait qu'il détienne du capital n'est pas lié à « ses qualités personnelles ou humaines », mais au simple fait qu'il est celui qui le détient.
Marx distingue le capital fixe du capital circulant. Il reprend là la division de Smith. Le capital circulant est détruit au cours de la production du bien.

### Accumulation du capital
L'économiste traite de la question de l'accumulation du capital. Elle permet l'enrichissement de la société, c'est-à-dire la croissance. L'accumulation du capital est possible « si beaucoup de travail est amoncelé, car le capital est du travail accumulé ». Marx reprend là Smith, qui écrit que le capital est « une certaine quantité de travail amassé et mis en réserve ».
L'accumulation est accentuée par la division du travail, à cause de laquelle « l'ouvrier dépend de plus en plus purement du travail ».

### Démographie économique
Marx développe une première pensée de la démographie. Il aborde la question démographique à partir de notions de l'économie politique en reprenant la phrase d'Adam Smith : « La demande d'hommes règle nécessairement la production des hommes comme de toute autre marchandise ». Le marché du travail régulerait la natalité et le salaire. Ainsi, lorsqu'il y a du chômage (un excédent de travailleurs par rapport à la demande de travail émanant des entreprises), « le prix [du travail] [...] sera payé au-dessous du prix ».
L'auteur soutient que le seul cas favorable à l'ouvrier est celui où la croissance permet à la demande de travailleurs de dépasser l'offre de travail, car « là intervient la concurrence entre les capitalistes ». Plusieurs mécanismes viennent toutefois atténuer l'effet positif pour les travailleurs, le premier étant qu'ils augmentent leur temps de travail par cupidité, ce qui a pour effet d'« abrége[r] le temps qu'ils ont à vivre ».

### Conditions de vie
Le philosophe s'attarde sur les différences fondamentales dans l'existence menée par les travailleurs et les capitalistes. Marx écrit que « là où l'ouvrier et le capitaliste souffrent également, l'ouvrier souffre dans son existence, le capitaliste dans le profit de son veau d'or inerte ». L'ouvrier, en effet, « n'a pas seulement à lutter pour ses moyens de subsistance physiques, il doit aussi lutter pour gagner du travail ».
Même une situation de croissance économique n'est pas favorable à l'ouvrier, qui verra son niveau de vie stagner ou chuter. La division du travail, parce qu'elle exacerbe la concurrence entre les ouvriers, et avec les machines. Lorsque les grands capitalistes ruinent les petits, ces anciens capitalistes « tombe[nt] dans la classe des ouvriers qui, du fait de cet apport, subit pour une part une nouvelle compression du salaire ».
Dès lors qu'on postule qu'une société ne peut être dite heureuse quand la majeure partie de ses membres souffre, et que la croissance apporte la misère, et que la croissance est permise par l'économie politique, alors « le malheur de la société est le but de l'économie politique ».

### Salaire et subsistance
L’économie politique et la pensée bourgeoise ne voient dans les besoins de l’ouvrier que ce qui est nécessaire à son entretien afin que la race des ouvriers ne s’éteigne pas. Il s'agit du salaire de subsistance, qui est « le taux minimum et le seul nécessaire [...] pour pouvoir nourrir une famille et pour que la race des ouvriers ne s'éteigne pas ». Marx cite alors Adam Smith, qui parle de ce salaire comme « le plus bas qui soit compatible avec la simple humanité », c'est-à-dire avec une existence de bête. Le salaire est comme l’huile qui maintient les rouages en bon état ; c’est une partie des frais nécessaires du capital.
Le salaire est toujours « déterminé par la lutte ouverte entre capitaliste et ouvrier », car les intérêts des deux classes sont antagonistes dans la répartition de la richesse. Toutefois, même lorsque le capitaliste fait des profits, l'ouvrier peut perdre. Marx en conclut que « l'ouvrier ne gagne pas nécessairement lorsque le capitaliste gagne, mais il perd nécessairement avec lui ». Cela est par ailleurs et partiellement dû au fait que « les prix du travail sont beaucoup plus constants que les prix des moyens de subsistance », c'est-à-dire que lorsqu'il y a de l'inflation, le salaire, fixe, est mécaniquement réduit (« Dans une année de vie chère, le salaire est diminué »).

### Forces de marché
Marx étudie de près les forces de marché à l’œuvre dans un système économique. Comme Smith, il remarque que la concurrence permet de baisser les prix, et que les situations monopolistiques permettent aux capitalistes d'augmenter les prix. Dès lors, « l'intérêt des capitalistes [...] est opposé à la société ».
Le penseur voit également une opposition irréductible entre le grand capital et le petit capital : comme « le profit du capital est proportionnel à sa grandeur », « l'accumulation du grand capital est beaucoup plus rapide que celle du petit » ; « le petit capitaliste est le premier à souffrir » de cette situation, car il subit de plein fouet la concurrence du grand capital. Ce dernier, en effet, « achète toujours meilleur marché que le petit, puisqu'il achète par quantités plus grandes » : il bénéficie d'économies d'échelle.

### Argent
L'ouvrier n'est pas du sort de son individualité. « L’argent est l’entremetteur entre le besoin et l’objet, entre la vie et le moyen de vivre de l’homme. Mais ce qui [sert] de médiateur pour [la] vie [sert] également de médiateur pour l’existence d’autrui. Mon prochain, c’est l’argent. » Ce que je peux payer devient ma possession.

### Droit et propriété
Marx cite abondamment Jean-Baptiste Say pour dire que le capital, c'est-à-dire « la propriété privée des produits du travail d'autrui », même s'il ne reposait sur aucune spoliation, aurait tout de même besoin du « concours de la législation pour en consacrer l'hérédité ». Le capital, acquis par l'héritage ou par un autre moyen, est protégé par le droit.

### Économie politique
Les Manuscrits sont des écrits à charge contre l'économie politique, appellation de la forme primitive des sciences économiques au XIXe siècle. Dans le chapitre sur « Le travail aliéné », Marx s'adonne à une critique radicale de cette discipline sur la base de son déficit explicatif. En effet, « L'économie part du fait de la propriété privée. Elle ne nous l'explique pas ». Il refuse l'existence de lois en économie.
L'effet le plus nocif de l'économie politique du temps de Marx est, selon lui, qu'elle « cache l'aliénation dans l'essence du travail par le fait qu'elle ne considère pas le rapport direct entre l'ouvrier (le travail) et la production ».
Marx appelle donc à ne pas faire « comme l'économiste qui, lorsqu'il veut expliquer quelque chose, se place dans un état originel fabriqué de toutes pièces ».

### Propriété privée
(septembre 2016).
Améliorez-le ou discutez des points à vérifier. 
La propriété privée est l'expression positive d'un vol. La propriété privée abolit progressivement ce qui auparavant était à tous. Elle est l'expression concrète de la vie humaine aliénée, et l'expression sensible de son aliénation.
Le communisme promeut ainsi « le dépassement positif de la propriété privée, qui est l’appropriation de la vie humaine signifie le dépassement positif de toute aliénation, par conséquent l’abandon par l’homme de la religion, de la famille, de l’État, etc., et son retour à son existence humaine, c’est-à-dire sociale ».

### Communisme
Marx consacre une partie du troisième manuscrit à la question du communisme. Le communisme premier et « grossier » est défini comme « l'expression positive de la propriété privée abolie ».
La propriété communiste est la négation de la propriété bourgeoise. La société communiste est ainsi une simple communauté du travail où règne l’égalité du salaire payé par le capital collectif. Le capital et le travail perdurent mais en tant qu’universalité et puissance reconnue de la communauté. « Le mouvement de l’histoire est conçu et devenu conscient dans sa totalité ; il est l’acte de genèse réel de ce communisme-là ». Cette vision nécessaire de l’histoire se retrouve à d’autres moments du texte.

### Matérialisme
(septembre 2016).
Améliorez-le ou discutez des points à vérifier. 
Le communisme doit avoir une base scientifique qui sera le sensible, c'est-à-dire le matérialisme de Ludwig Feuerbach (reprise de la Critique de la philosophie du droit de Hegel). « L’émancipation et la reconquête humaine, étape nécessaire pour le développement historique de demain. Le communisme est la forme nécessaire et le principe énergique du proche avenir sans être en tant que tel le but de l’évolution humaine : la forme achevée de la société humaine. »